# Trema cannabina
Trema cannabina är en hampväxtart som beskrevs av João de Loureiro. Trema cannabina ingår i släktet Trema och familjen hampväxter.

## Underarter
Arten delas in i följande underarter:
- T. c. dielsiana
- T. c. scabra